# تپه جوادآباد
تپه جوادآباد مربوط به سدهٔ ۷ و ۸ ه.ق است و در شهرستان ورامین، شرق جاده آسفالته ورامین به طغان وشکرآباد واقع شده و این اثر در تاریخ ۱۲ بهمن ۱۳۸۱ با شمارهٔ ثبت ۷۴۲۸ به‌عنوان یکی از آثار ملی ایران به ثبت رسیده است.